# بادخورک تک‌رنگ
بادخورک تک‌رنگ (نام علمی: Apus unicolor) نام یک گونه از سرده بادخورک‌ها است.